# Daz Sampson

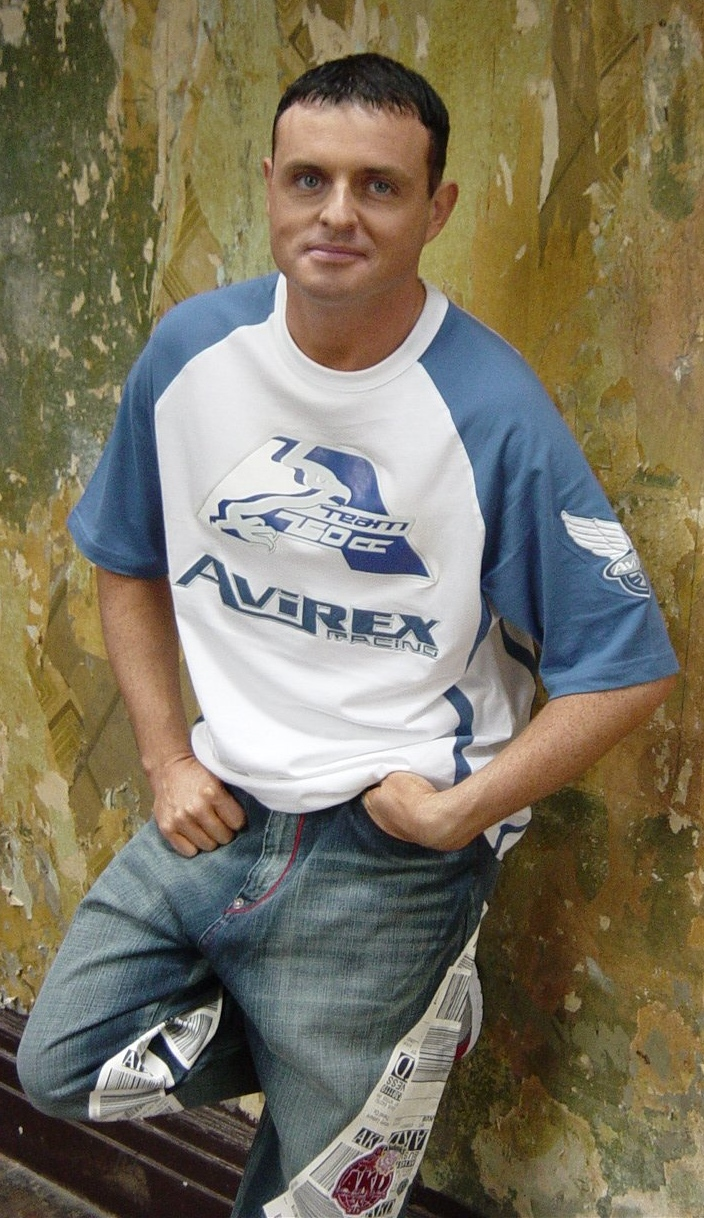
Daz Sampson

Daz Sampson (Stockport, 1974) is een Britse dance-dj en zanger.
Daz Sampson werd bekend door zijn remixen van populaire muziek. Zijn bekendste mixen zijn Out of Touch en Kung fu fighting.
In maart 2006 won Daz Sampson de BBC-show Making Your Mind Up, de Britse nationale voorronde voor het Eurovisiesongfestival. Met zijn lied Teenage Life mocht hij het Verenigd Koninkrijk zodoende vertegenwoordigen in de finale van het Eurovisiesongfestival 2006 in Athene. Een groot succes werd het niet: Sampson eindigde onopvallend als 19de, met 25 punten.
Twee weken na het songfestival verklaarde Daz Sampson dat hij benaderd was door een Oost-Europees land om daarvoor deel te nemen bij het Eurovisiesongfestival 2007. Hier kwam echter niets van terecht.
1957: Patricia Bredin · 
1959: Pearl Carr & Teddy Johnson · 
1960: Bryan Johnson · 
1961: The Allisons · 
1962: Ronnie Carroll · 
1963: Ronnie Carroll · 
1964: Matt Monro · 
1965: Kathy Kirby · 
1966: Kenneth McKellar · 
1967: Sandie Shaw · 
1968: Cliff Richard · 
1969: Lulu · 
1970: Mary Hopkin · 
1971: Clodagh Rodgers · 
1972: The New Seekers · 
1973: Cliff Richard · 
1974: Olivia Newton-John · 
1975: The Shadows · 
1976: Brotherhood of Man · 
1977: Lynsey de Paul & Mike Moran · 
1978: Co-Co · 
1979: Black Lace · 
1980: Prima Donna · 
1981: Bucks Fizz · 
1982: Bardo · 
1983: Sweet Dreams · 
1984: Belle & The Devotions · 
1985: Vikki Watson · 
1986: Ryder · 
1987: Rikki · 
1988: Scott Fitzgerald · 
1989: Live Report · 
1990: Emma · 
1991: Samantha Janus · 
1992: Michael Ball · 
1993: Sonia · 
1994: Frances Ruffelle · 
1995: Love City Groove · 
1996: Gina G · 
1997: Katrina & the Waves · 
1998: Imaani · 
1999: Precious · 
2000: Nicki French · 
2001: Lindsay Dracass · 
2002: Jessica Garlick · 
2003: Jemini · 
2004: James Fox · 
2005: Javine Hylton · 
2006: Daz Sampson · 
2007: Scooch · 
2008: Andy Abraham · 
2009: Jade Ewen · 
2010: Josh Dubovie · 
2011: Blue · 
2012: Engelbert Humperdinck · 
2013: Bonnie Tyler · 
2014: Molly · 
2015: Electro Velvet · 
2016: Joe & Jake · 
2017: Lucie Jones · 
2018: SuRie · 
2019: Michael Rice · 
2021: James Newman ·
2022: Sam Ryder ·
2023: Mae Muller ·
2024: Olly Alexander ·
2025: Remember Monday
- MusicBrainz: 4aeeb225-2871-45ab-b80e-004d607dd061
- Virtual International Authority File: 5301154260700624480000